# Doizieux
Doizieux es una comuna francesa, situada en la región Ródano-Alpes en el departamento del Loira. Se ubica a 30 kilómetros de Saint-Étienne. La primera mención a la localidad de Doizieux fue en el año 812.

## Demografía
| 604 | 520 | 478 | 521 | 594 | 645 |
| Para los censos de 1962 a 1999 la población legal corresponde a la población sin duplicidades (Fuente: INSEE [Consultar]) |     |     |     |     |     |